# Renewi
Renewi is  een afvalverwerker en recyclebedrijf. Het bedrijf is in 2017 ontstaan na een fusie van Shanks Group plc met Van Gansewinkel Groep BV en was beursgenoteerd. Medio 2025 werd het bedrijf overgenomen en werd de beursnotering beëindigd.

## Activiteiten
Renewi zamelt afval in en recyclet het weer tot bruikbare materialen, zoals gerecycled papier, metaal, kunststof, glas, hout, bouwstoffen, compost en energie en draagt zo concreet bij aan een circulaire economie. Renewi telt bijna 7000 medewerkers die vanuit 154 vestigingen opereren, verspreid over vijf landen in Europa. Nederland en België zijn veruit de belangrijkste markten.
Het bedrijf heeft een gebroken boekjaar dat loopt tot en met 31 maart. Het is opgedeeld in drie divisies:
- Commercial Waste, dit onderdeel van het bedrijf omvat de inzameling, sortering, verwerking en recycling van afval uit een reeks van afvalbronnen. Het is veruit het grootste onderdeel van de drie gemeten naar de omzet. Het is actief in Nederland en België.
- Mineralz & Water, dit zijn met name het reinigen van vervuilde grond en teer om er bouwproducten van te maken, zoals als grind, zand en vulmiddel. Het omvat ook reiniging van bodemassen (de as die overblijft na de verbranding van afval) en verontreinigde water, de verpakte chemische afvalverwerkingsactiviteiten. Deze divisie is eveneens actief in Nederland en België.
- Specialities, hier zijn de bedrijfsonderdelen Coolrec en Maltha in ondergebracht. Coolrec is een recycler van elektrische en elektronische apparaten, dat gerecycleerde kunststoffen en zowel ferro- als non-ferro-metalen levert. Maltha is voornamelijk gericht op de recycling van vlak- en holglas tot glasscherven en glaspoeder voor hergebruik.

De aandelen van Renewi stonden genoteerd aan de London Stock Exchange. Vanaf 30 januari 2020 had het ook een beursnotering aan Euronext Amsterdam.

## Geschiedenis
In 2017 is het bedrijf ontstaan na een fusie van Shanks Group plc en Van Gansewinkel Groep BV. De Autoriteit Consument & Markt (ACM) gaf toestemming na onderzoek, na het samengaan bleef er voldoende concurrentie over in de Nederlandse afvalbranche. Shanks en Van Gansewinkel stonden allebei in de top drie van grote afvalbedrijven in Nederland, maar Van Gansewinkel is vooral actief als inzamelaar van afval en Shanks als verwerker hiervan. Buiten Nederland en België was Shanks actief in het Verenigd Koninkrijk, Canada en Frankrijk en Van Gansewinkel in Luxemburg, Duitsland, Frankrijk, Portugal en Hongarije. De combinatie telde zo'n 8000 medewerkers. Vanaf 1 maart 2017 werd de naam van de combinatie gewijzigd in Renewi.
In november 2018 besloot Renewi om dochteronderneming Reym af te stoten. Reym is een industrieel schoonmaakbedrijf in Nederland, voor de zware industrie, petrochemische locaties, olie- en gasproductie en de voedingsmiddelenindustrie. In november 2019 nam het Duitse bedrijf Remondis Reym over voor € 64 miljoen. Remondis was al in Nederland actief met onder andere afvalinzameling en -verwerking.
Op 30 mei 2024 werd de verkoop bekendgemaakt van UK Municipal aan het Britse Biffa Limited. UK Municipal heeft vijf langdurige contracten voor de verwerking van huishoudelijk afval in Engeland en Schotland. Dit zijn enige activiteiten van Renewi in het Verenigd Koninkrijk waardoor er weinig operationele en strategische synergie is met de activiteiten van de groep op het Europese vasteland. De transactie werd op 10 oktober 2024 afgerond. 

## Overname door Macquarie Group
In september 2023 deed Australische Macquarie Asset Management een bod op alle aandelen Renewi. Macquarie bood 775 pence per aandeel wat omgerekend neerkomt op een bod van in totaal 736 miljoen euro. Het bestuur van Renewi heeft het bod afgewezen. Op 26 oktober trok Macquarie het bod in met een forse koersdaling van Renewi op de beurs tot gevolg.
Na overleg met drie grootaandeelhouders van Renewi, deed Macquarie eind november 2024 opnieuw een overnamebod; ditmaal van 870 pence per aandeel Renewi. Eind maart 2025 stemde een grote meerderheid van de aandeelhouders voor het bod. Op 6 juni 2025 meldt Renewi via een persbericht dat de overname is afgerond. Maquairie kocht het bedrijf samen met het British Columbia Investment Management Corporation (BCI) (“het Consortium”) voor 840 miljoen euro. op 8 juni 2025 werd de notering van de aandelen op de beurzen gestaakt.
Tegelijkertijd met de afronding van de overname meldde het bedrijf dat bestuursvoorzitter Otto de Bont vertrekt. Met ingang van 1 juli 2025 wordt deze opgevolgd door de nieuwe CEO Harld Peters. Paul Mitchner vervangt Ben Verwaayen als voorzitter.